# Alba G. Corral
Alba G. Corral (Madrid, 10 de noviembre de 1977) es una artista visual, desarrolladora de software y docente española cuyo trabajo ha sido expuesto en varios festivales y eventos en Europa, Japón, México y Estados Unidos.

## Carrera
Corral se ha formado en ingeniería informática y se dedica a la creación de arte generativo mediante software. A través del arte explora narrativas abstractas a través del color en diversos formatos, como performances, vídeo, medios digitales, instalaciones artísticas y composición de música electrónica. Corral colabora con diversos músicos y artistas, creando dibujos a través de código en tiempo real en espectáculos en directo. Ha colaborado con intérpretes de la escena experimental y electrónica española como ARBRE, y de la escena internacional, como Jon Hopkins, Fibla Stendhal Syndrome, Lorn o RZA. Sus composiciones han sido expuestas en diversos festivales, como Sónar, Primavera Sound, Red Bull Music Academy, LEV, MUTEK, Eufònic o MIRA, entre otros.
En el campo de la docencia Corral enseña programación visual enfocada a diseñadores y artistas que se interesan en el código creativo utilizando herramientas de software libre con lenguajes de programación como processing. 
Corral lleva a cabo su creación artística y docente desde una perspectiva feminista. En 2004 participó en el lanzamiento de «Femme Fatale», el primer fanzine dedicado a un público lésbico en España. También ha colaborado en la pieza «Envers demà. Poesía, memoria y futuros feministas», junto a Clara Peya y Mireia Calafell en la exposición «Feminista tenías que ser» comisariada por Natza Ferré en 2020.Corral es activista por el reconocimiento de los artistas visuales dentro del mundo del arte, y opina que en el mercado del arte contemporáneo no se les da la suficiente visibilidad,y es comisaria del festival Eufónico de las Tierras del Ebro.

## Proyectos
- Artista visual invitada al Palacio de la Música Catalana.[8]
  - Diseños propios en el libreto de mano de la temporada 2020-2021.[9]
  - 2021: Tiempo perdido por un arte inútil con Carlos Viarnès.[10][11]
  - 2021: Bach & Forward junto a Juan de la Rubia y Marco Mezquida.[12]

- Sonar+D. (2020): Pieza inmersiva audiovisual con Carlos Viarnés al piano.[13]

- Festival Llum BCN (2020): Lo textil.[14][15]

- Festival GREC (2019): Espectáculo de inauguración con Kronos Quartet y la participación de la Esmuc.[16][17][18]

- Festival LEV (2019): ex(O) junto a Alex Augier.[19]

- Festival ElektraM de Monreal (2018): FullDome con Alex Augier.[20]
- Sonar+D. (2016): bRUNA & Wooky + Alba G. Corral.[21]

- 2009 a 2015: Proyecto audiovisual The Space in Between junto a Nikka Bionica.[22][23]

- Samsung (2014): Curved junto a Floria Sigismondi.[24]

- Konvent Moda (2014): Colección de la diseñadora Txell Miras con A taste of Nature junto con Björt Rùnars.[25][26]

## Premios y reconocimientos
- En 2014 recibió el «Premio a Mejor Espectáculo Audiovisual del Año» junto a Víctor Santana en los Vicious Awards, por su obra Diálogo Audiovisual.[6][27]

## Enlaces restantes
- Esta obra contiene una traducción  derivada de «Alba G. Corral» de Wikipedia en catalán, publicada por sus editores bajo la Licencia de documentación libre de GNU y la Licencia Creative Commons Atribución-CompartirIgual 4.0 Internacional.

- Datos: Q106844897
- Multimedia: Alba G. Corral / Q106844897